# 28 Волос Вероники
28 Волос Вероники (лат. 28 Comae Berenices), HD 111308 — двойная звезда в созвездии Волос Вероники на расстоянии приблизительно 392 световых лет (около 120 парсек) от Солнца. Видимая звёздная величина звезды — +6,56m. Возраст звезды определён как около 566 млн лет.

## Характеристики
Первый компонент — белая звезда спектрального класса A1V, или A0. Масса — около 2,668 солнечной, радиус — около 2,283 солнечного, светимость — около 40,151 солнечной. Эффективная температура — около 10063 K.
Второй компонент — красный карлик спектрального класса M. Масса — около 116,42 юпитерианской (0,1111 солнечной). Удалён в среднем на 2,074 а.е..